# 永保 (清朝)
永保（穆麟德轉寫：yongboo；1747年—1808年）費莫氏，满洲镶红旗人，清朝官員，於1809年1月6日－ 2月20日期間，奉旨接替吳熊光擔任兩廣總督。全名為「總督兩廣等處地方提督軍務、糧饟兼巡撫事」的該官職，是兼轄廣西地區的廣東、廣西兩省之最高統治者，亦為清朝封疆大吏之一。
嘉慶十三年卒。諡恪敏。其孫文慶在《清史稿》中有傳。

## 家庭
- 太高祖瑚爾漢。
- 高祖瑚世禮。
- 曾祖文華殿大學士文簡公温达 (清朝)。
- 祖父勒爾欽。胞姊費莫氏，嫁覺羅法喇（先祖包朗阿，(追)興祖直皇帝福滿第五子）。
- 父一等威勤伯溫福，授世袭三等輕車都尉与武英殿大学士，官至理藩院尚書。
- 胞兄武英殿大学士一等威勤侯勒保；其子一工部侍郎英綬，孙儿文康著有小说《兒女英雄傳》；子二英奎，孙儿總管內務府大臣文俊；女費莫氏嫁瑞懷親王綿忻（嘉庆帝第四子）。
- 妻瓜爾佳氏、愛新覺羅氏。
- 子寧志；妻完顏金樨（系镶白旗宗室盛昱之母博爾濟吉特氏那遜蘭保之外祖母），著有《綠芸軒詩鈔》。
- 子寧怡，頭等侍衛；妻富察氏（父鑲紅旗滿洲、貴州巡撫富尼善，祖父漕运總督襄勤公富顯著有《卧雲堂詩稿》）；其子道光二年(1822)壬午科進士文端公文慶（妻他他拉氏，正蓝旗满洲、嘉庆六年（1801年）进士秀堃之女）。